# Végszükség
A végszükség büntetőjogi fogalom, büntethetőséget kizáró ok.

## Fogalma
A végszükség olyan rendkivüli helyzetet takar, amikor az adott – egyébként jogellenes – cselekmény vagy nem veszélyes a társadalomra, hiszen alanya egy objektiv vészhelyzet következményeinek elhárítása vagy  enyhítése érdekében jár el, vagy pedig egy ilyen vészhelyzet korlátozza a beszámítási képességét. A jogalkotó ilyen esetekben kizárja, vagy bizonyos esetekben korlátlanul enyhíti a büntethetőséget.

## Története
1884-ben a La Mignonette nevű angol hajó viharba került az Atlanti-óceánon, és elsüllyedt. Négy matróz azonban életben maradt, és egy mentőcsónakban hánykolódott a tengeren. Az éhhalál küszöbén ketten megölték és megették eszméletlen negyedik társukat. Pár nappal ez után Rio de Janeiro közelében a Moctezuma nevű német hajó megmentette a túlélőket. Bíróság elé állították, és halálra ítélték mindkettőjüket. Az ügy azonban óriási visszhangot vert fel, és végül kegyelemben részesültek, és csak fél évet kellett fogházban letölteniük. Az eset kapcsán kerültek tudományos értékkel kidolgozásra a végszükségre vonatkozó szabályok.

## Magyar szabályozás
A Büntető Törvénykönyv szerint:
23. §
(1) Nem büntetendő annak a cselekménye, aki saját, illetve más személyét vagy javait közvetlen és másként el nem hárítható veszélyből menti, vagy a közérdek védelme érdekében így jár el, feltéve, hogy a cselekmény nem okoz nagyobb sérelmet, mint amelynek elhárítására törekedett.
(2) Nem büntethető, aki azért okoz nagyobb sérelmet, mint amelynek elhárítására törekedett, mert ijedtségből vagy menthető felindulásból nem ismeri fel a sérelem nagyságát.
(3) Nem állapítható meg végszükség annak javára, akinek a veszély előidézése felróható, vagy akinek a veszély vállalása foglalkozásánál fogva kötelessége.